# Mário Júlio de Almeida Costa
Mário Júlio Brito de Almeida Costa GCC (Vagos, Vagos, 20 de outubro de 1927 - 6 de agosto de 2025) foi um professor e jurisconsulto português.

## Biografia
Professor catedrático da Faculdade de Direito da Universidade de Coimbra, aí se licenciou, em 1949, se doutorou, em 1957 e atingiu a cátedra em 1962. Após a jubilação em Coimbra, passou a leccionar também na Faculdade de Direito da Universidade Católica Portuguesa e na Faculdade de Direito da Universidade Lusíada de Lisboa.
Até 2019 desempenhou a função de Diretor da Faculdade de Direito da Universidade Lusófona de Humanidades e Tecnologias, tendo sido igualmente Diretor do Curso de Licenciatura em Direito da referida Universidade.
Ocupou o cargo de ministro da Justiça, de 1967 a 1968, sob a chefia de Salazar, e de 1968 a 1973, com Marcello Caetano. Posteriormente, presidiu à Câmara Corporativa, integrou o Conselho de Estado e foi vice-governador do Banco de Portugal.
Pertenceu à Comissão Instaladora da Faculdade de Direito da Universidade do Porto e ao Conselho Superior do Instituto Universitário Europeu, em Itália.
Foi professor honorário da Faculdade de Direito da Universidade Federal do Rio Grande do Sul, no Brasil.
Em 2002 foi eleito presidente da Assembleia Municipal de Vagos.
Membro da Academia das Ciências de Lisboa, da Academia Portuguesa da História e da Sociedade de Geografia de Lisboa, foi-lhe atribuída a Grã-Cruz da Ordem Militar de Nosso Senhor Jesus Cristo (Portugal) a 9 de Outubro de 1970 e a Grã-Cruz da Ordem Nacional do Cruzeiro do Sul (Brasil). Tem vasta obra publicada, sobretudo nos domínios do Direito das Obrigações e da História do Direito Português.
Faleceu a 6 de agosto de 2025, aos 97 anos.